# Station Nowy Świętów
Station Nowy Świętów is een spoorwegstation in de Poolse plaats Nowy Świętów.